# Ла-Флорида (Колумбия)
Ла-Флорида (исп. La Florida) — город и муниципалитет на юго-западе Колумбии, на территории департамента Нариньо. Входит в состав Центральной провинции.

## История
Поселение, из которого позднее вырос город, было основано 11 ноября 1820 года. Муниципалитет Ла-Флорида был выделен в отдельную административную единицу в 1866 году.

## Географическое положение

Муниципалитет Ла-Флорида

Город расположен в восточной части департамента, в горной местности Центральной Кордильеры, к северо-западу от вулкана Галерас, на расстоянии приблизительно 12 километров к северо-западу от города Пасто, административного центра департамента. Абсолютная высота — 2185 метров над уровнем моря.
Муниципалитет Ла-Флорида граничит на севере и северо-западе с территорией муниципалитета Эль-Тамбо, на северо-востоке — с муниципалитетом Чачагуи, на востоке — с муниципалитетом Нариньо, на юге — с муниципалитетом Консака, на юго-западе— с муниципалитетом Сандона. Площадь муниципалитета составляет 149 км².

## Население
По данным Национального административного департамента статистики Колумбии, совокупная численность населения города и муниципалитета в 2015 году составляла 9555 человек.
Динамика численности населения муниципалитета по годам:
| 2005   | 2006   | 2007   | 2008   | 2009   | 2010   | 2011   | 2012 | 2013 | 2014 | 2015 |
| ------ | ------ | ------ | ------ | ------ | ------ | ------ | ---- | ---- | ---- | ---- |
| 11 423 | 11 166 | 10 925 | 10 700 | 10 490 | 10 295 | 10 116 | 9953 | 9805 | 9672 | 9555 |

Согласно данным переписи 2005 года мужчины составляли 49,8 % от населения Ла-Флориды, женщины — соответственно 50,2 %. В расовом отношении белые и метисы составляли 99,8 % от населения города; индейцы — 0,1 %; негры, мулаты и райсальцы — 0,1 %.
Уровень грамотности среди всего населения составлял 87,9 %.

## Экономика
Основу экономики Ла-Флориды составляет сельское хозяйство.
63,3 % от общего числа городских и муниципальных предприятий составляют предприятия торговой сферы, 25,9 % — предприятия сферы обслуживания, 10,8 % — промышленные предприятия.

## Транспорт
Через город проходит национальное шоссе № 25 (исп. Ruta Nacional 25).